# 在小樽ソビエト連邦副領事館
在小樽ソビエト連邦副領事館（露: Вице-консульство СССР в Отару、英: Vice-Consulate of the USSR in Otaru）は、かつてソビエト連邦が日本の北海道小樽市に設置していた副領事館である。

## 歴史
1907年7月15日、ロシア帝国の首都サンクトペテルブルクにおいてアレクサンドル・イズヴォリスキー外務大臣と本野一郎公使の間で議定書が調印され、これに従って日本政府は小樽市にロシア帝国領事館開設の認許を与えた。しかし、第一次世界大戦中の1917年にロシア帝国で革命が勃発したことにより、小樽に領事館が設置されるより先にロシア帝国が崩壊した。日本はソビエト革命政権の樹立を歓迎せず内政干渉を断行、すなわち他国と協調しながらウラジオストクなど極東ロシアに派兵して（シベリア出兵）、1922年まで極東ロシアに留まってアレクサンドル・コルチャークら反革命勢力を支援した。
1925年1月20日に日本とソビエト連邦の間で日ソ基本条約が締結され、同年2月25日に批准されたことにより、ロシアで帝政が崩壊してから長らく途絶えていた両国間の外交関係が回復した。1926年4月、在小樽ソビエト連邦領事館（露: Консульство СССР в Отару、英: Consulate of the USSR in Otaru）が開設された。
1927年8月、駐日ソビエト連邦大使館が日本帝国外務省に対して小樽の領事館を在小樽ソビエト連邦副領事館に改組する旨を通告した。漁業従事者やサハリン北部の石油・石炭開発地域で働く日本企業の従業員へのビザ等の領事文書の発給が、副領事館の主な業務であったが、ビザの申請手続きの減少に伴い、まず1933年に5月から9月までの夏季限定の業務に変更された後、1938年4月に閉鎖された。

## 所在地
北海道小樽市奥沢4丁目28番地

## 館長

### 在小樽ソビエト連邦領事（1926年 - 1927年）
| 代 | 氏名（日本語）                         | 氏名（ロシア語）            | 着任   | 退任   | 備考        |
| -- | -------------------------------------- | --------------------------- | ------ | ------ | ----------- |
| 1  | アレクセイ・ワシリエヴィチ・ワシリエフ | Алексей Васильевич Васильев | 1926年 | 1927年 | [ 1 ] [ 5 ] |

### 在小樽ソビエト連邦副領事（1927年 - 1938年）
| 代 | 氏名（日本語）                           | 氏名（ロシア語）            | 着任   | 退任   | 備考                                |
| -- | ---------------------------------------- | --------------------------- | ------ | ------ | ----------------------------------- |
| 1  | ニコライ・ステパノヴィチ・リュビモフ     | Николай Степанович Любимов  | 1927年 | 1930年 | 名はロシア語ソースの Николай を優先 |
| 2  | イワン・ペトロヴィチ・ベロフ＝サペギン   | Иван Петрович Белов-Сапегин | 1930年 | 1932年 | [ 1 ] [ 5 ]                         |
| 3  | ミハイル・イワノヴィチ・ライネ           | Михаил Иванович Лайне       | 1932年 | 1933年 | [ 1 ] [ 5 ]                         |
| 4  | ピョートル・イワノヴィチ・ルィジョフ     | Петр Иванович Рыжов         | 1934年 | 1935年 | [ 1 ] [ 5 ]                         |
| 5  | エドゥアルド・エドゥアルドヴィチ・ロンド | Эдуард Эдмундович Рондо     | 1935年 | 1936年 | [ 1 ] [ 5 ]                         |
| 6  | ゲオルギー・イワノヴィチ・パヴルィチェフ | Георгий Иванович Павлычев   | 1936年 | 1938年 | [ 1 ] [ 5 ]                         |